# Leadership Branding
Leadership Branding ist ein Organisationsentwicklungsprozess mit dem Ziel, die Führung eines Unternehmens markenorientiert zu gestalten. Er soll sicherstellen, dass Führungskräfte sich im Sinne der Unternehmensziele authentisch verhalten. Dem liegt die Annahme zu Grunde, dass das Profil einer Marke auf die Führungskultur im Unternehmen übertragbar sei und Managern eine unternehmensspezifische Orientierung und damit tägliche Entscheidungshilfe liefere. 
Die wichtigsten Wirkungsbereiche des Leadership Brandings sollen dabei die Reputation des Unternehmens, der Shareholder Value, die Attraktivität als Arbeitgeber und die Kundenzufriedenheit sein.
Eine zur Marke passende Führung soll dabei insbesondere als Stabilisator in Krisen Veränderungsprozessen wirken. 
Beispiele für Unternehmen hierfür aus den USA sind laut Ulrich und Smallwood (2007) Walmart und FedEx. Walmart sei bekannt für konstant niedrige Preise. Dazu passend stünden die Führungskräfte bei Wal-Mart für ein effizientes Kostenmanagement und eine pünktliche Abwicklung. FedEx stehe für die Bereitschaft, eine reibungslose Logistik zu gewährleisten. Die Führungskräfte stünden für das Einhalten von Terminen und für schnelles Problemlösen.